# Рецепт кока-колы

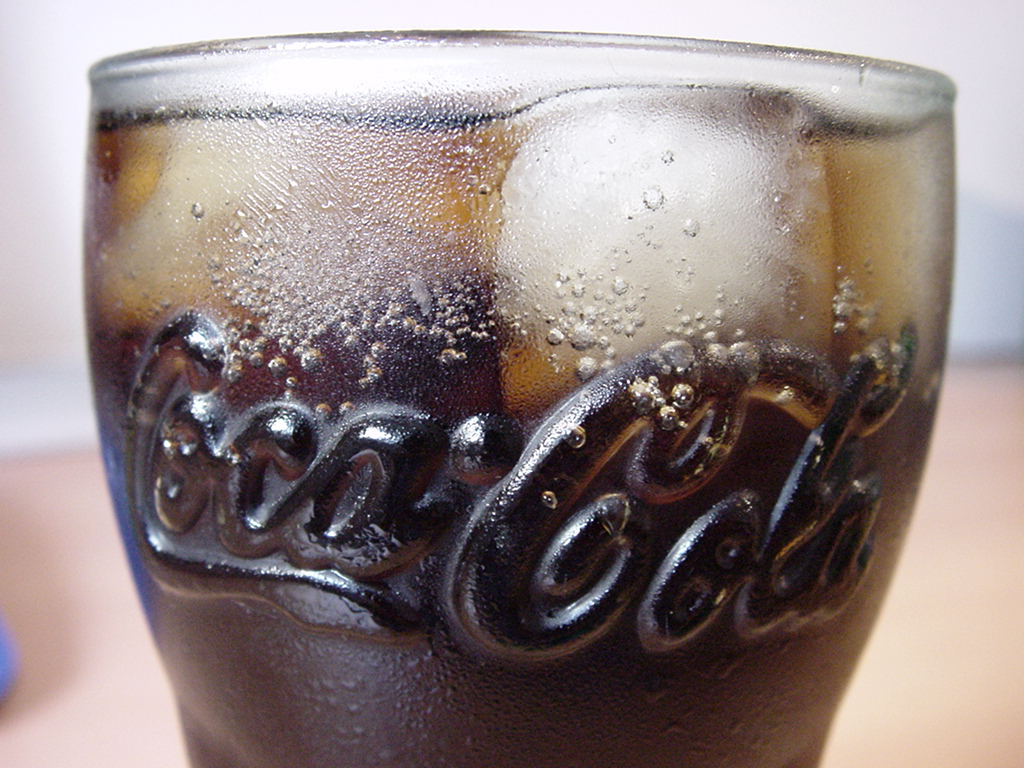
Стакан с напитком «Coca-cola»

Рецепт кока-колы, или формула кока-колы (англ. Coca-Cola formula) — состав и процедура приготовления газированного напитка кока-кола, изобретённого в 1886 году Джоном Пембертоном и выпускаемого одноимённой компанией с 1888 года. С момента образования компании рецепт напитка является коммерческой тайной: основатель The Coca-Cola Company Эйза Кэндлер использовал секрет напитка в качестве важнейшего элемента маркетинговой стратегии и защиты интеллектуальной собственности компании. Несмотря на публикации нескольких рецептов напитка, претендующих на звание оригинального и аутентичного рецепта, компания и в настоящее время утверждает, что подлинный рецепт выпускаемого ею напитка хранится в тайне и известен только небольшому количеству избранных сотрудников.

## История

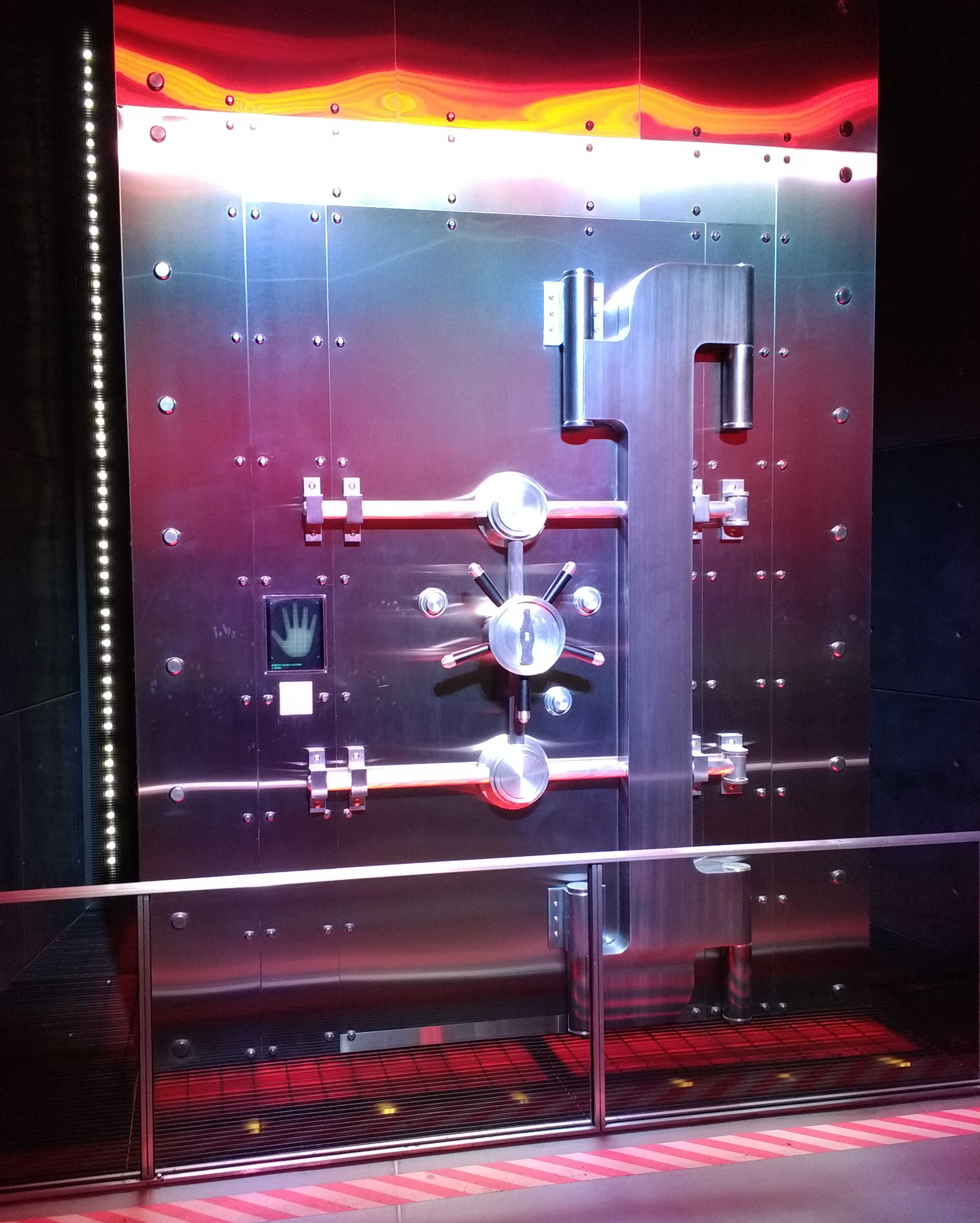
Сейф с секретным рецептом в музее «Кока-колы» в Атланте

Изобретатель кока-колы Джон Пембертон (1831—1888) ещё при жизни передал рецепт изобретённого им напитка как минимум четырём людям. В 1891 году основатель The Coca-Cola Company Эйза Кэндлер приобрёл права на формулу и засекретил рецепт вплоть до настоящих дней. Считается, что Кэндлер внёс изменения в список ингредиентов напитка, не только улучшив вкус, но и убедив общественность, что все люди, которым когда-либо передавался рецепт авторства Пембертона, больше не владеют актуальным рецептом напитка и не могут его знать в принципе.
В 1919 году предприниматель Эрнест Вудраф и группа инвесторов приобрели компанию Coca-Cola у семьи Кэндлеров. Чтобы собрать необходимую сумму денег, Вудраф взял ссуду в банке, а в качестве залога решил оставить письменный рецепт: сын Эйзы Кэндлера специально записал его на бумаге. Единственный экземпляр рецепта был помещён в сейф нью-йоркского банка Guaranty Bank и оставался там вплоть до уплаты ссуды. В 1925 году, когда ссуду уже погасили, Вудраф забрал рецепт и спрятал его уже в хранилище банка Trust Company Bank (позже ставшего известным под названиями SunTrust Bank и Truist Financial) в Атланте, где экземпляр и хранился на протяжении многих десятилетий. 8 декабря 2011 года, по случаю 125-летия со дня создания напитка Coca-Cola, документ с рецептом перевезли в музей «Мир „Кока-колы“» в Атланте, спрятав его в сейфе. Сам сейф был выставлен на публичное обозрение, однако посетители не имеют права прикасаться к нему.
В том же 1925 году компания Coca-Cola приняла постановление, согласно которому без письменного разрешения от совета директоров никто не мог получить доступ к рецепту напитка. В дальнейшем правило ужесточили ещё больше: доступ к рецепту можно было получить только в присутствии президента компании, председателя совета директоров или корпоративного секретаря. Известно, что всего два сотрудника в компании знают полный рецепт напитка, и их имена никогда не разглашаются; более того, им запрещается совместно летать на одном и том же самолёте. В случае гибели одного из сотрудников оставшийся второй должен будет выбрать ещё одного человека, которому будет доверена информация о рецепте. В то же время издание Snopes предполагает, что положение о «секретном рецепте» в рамках политики компании является не более чем мощнейшим маркетинговым ходом, поскольку компания-конкурент если и соберёт все необходимые ингредиенты (в том числе обработанные листья коки), то всё равно не сможет использовать свои маркетинговые ресурсы так, чтобы превзойти Coca-Cola.

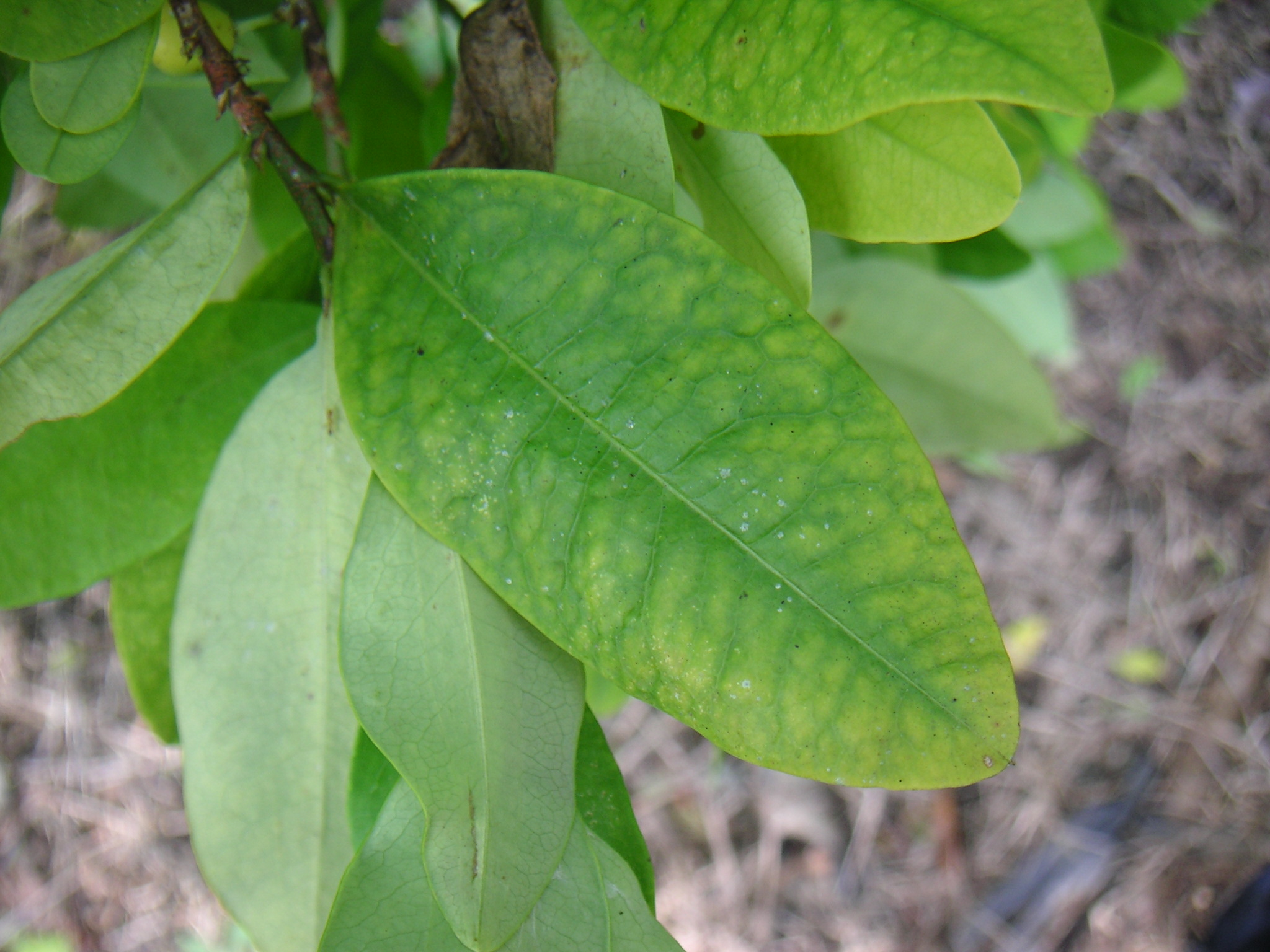
Листья коки

В конце XIX века кока-кола была одним из многочисленных тонизирующих напитков, продававшихся в аптеках в качестве лекарств: в ранних рекламных листовках утверждалось, что кока-кола помогала избавиться от головной боли, а также являлась тонизирующим напитком и стимулятором нервной системы. Как и многие подобные напитки, в её состав входили ингредиенты на базе коки, а именно листья коки: тонизирующие качества обеспечивались за счёт небольшого наличия кокаина, извлечённого из листьев, и кофеина, извлечённого из орехов колы. Тогда на 1 грамм сиропа, применявшегося для изготовления кока-колы, приходилось 5 мг кокаина. Начиная с 1903 года листья стали обрабатывать так, чтобы максимально удалить кокаин, а производители исключили из рекламы все медицинские показания к употреблению кока-колы. На фоне развития технологии очистки листьев коки от кокаина в 1929 году кокаин окончательно исчез из рецепта напитка: для сохранения тонизирующего эффекта выросла доза кофеина, получаемого из орехов колы. Тем не менее, правительственное агентство FDA, занимающееся вопросами сертификации продовольствия и медикаментов, регулярно проверяет образцы напитка на возможное наличие следов кокаина.
Некоторые из источников (в частности, газета The Washington Times) утверждают, что экстракт листьев коки (уже после химического извлечения кокаина) всё ещё входит в рецепт напитка, обеспечивая его уникальность. Они полагают, что означенный экстракт предоставляется компанией Stepan Company, расположенной в Мэйвуде (штат Нью-Джерси): согласно газете The New York Times, официально она извлекает кокаин из листьев коки для производства медикаментов, а обработанные листья коки якобы продаются для нужд компании Coca-Cola. Сама компания не подтверждает и не опровергает подобные заявления, однако её представители с крайней неохотой вспоминают факт того, что кокаин когда-то присутствовал в оригинальном рецепте напитка. 28 апреля 2022 года предприниматель Илон Маск, начавший сделку по приобретению соцсети Twitter, сделал шуточное заявление о том, что готов приобрести The Coca-Cola Company, чтобы «вернуть туда кокаин».
В 1911 году Федеральное правительство США подало в суд на компанию The Coca-Cola Company, обвинив её в нарушении закона о контроле над производством пищевых продуктов и медикаментов: правительство утверждало, что концентрация кофеина в напитке создавала угрозу здоровью человека. Изначально компания выиграла дело полностью, однако в 1916 году Верховный суд США частично удовлетворил претензии федеральных властей, обязав компанию снизить содержание кофеина в напитке.

## Текущий состав

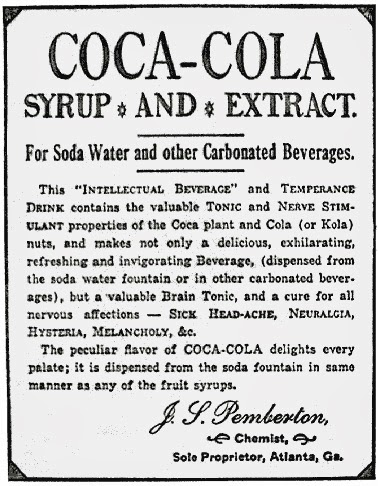
Реклама напитка в 1886 году

Для обеспечения сохранения в тайне рецепта кока-колы компания распределяет производство ингредиентов напитка по своим фабрикам: каждому из ингредиентов присваивается цифра от 1 до 9. Руководителям заводов-производителей сообщается точная пропорция каждого из пронумерованных ингредиентов и правила смешивания, однако названия ингредиентов никогда не называются. Некоторые из этих ингредиентов могут представлять собой смесь более простых веществ. Доподлинно известно, что ингредиентом № 1 является сахар, а именно высокофруктозный кукурузный сироп, ингредиентом № 2 — сахарный колер, ингредиентом № 3 — сахароза, ингредиентом № 4 — ортофосфорная кислота. Что собой представляют ингредиенты с 5-го по 9-й номер, до сих пор остаётся предметом споров, и особенный интерес проявляется к ингредиенту 7X (значение X в данном случае никогда не объяснялось). Предполагается, что этот ингредиент представляет собой смесь разных масел: апельсинового, лаймового, лимонного и лавандового.
Несмотря на постоянные отсылки к названию напитка, не представлено существенных доказательств того, что в современном рецепте кока-колы присутствует экстракт орехов колы, который присутствовал в оригинальном рецепте благодаря наличию кофеина. Современным источником подобного компонента может считаться цитрат кофеина — побочный продукт, возникающий в результате удаления кофеина из кофе. Вкус и аромат напитка, предположительно, достигается за счёт добавления в рецепт ванили и корицы, а также следов различных масел и специй наподобие мускатного ореха. В 2014 году вышли результаты исследования 58 душистых веществ, присутствовавших в трёх ведущих американских брендах колы: по результатам исследования, в напитках содержалось большое количество масел корицы, лимона, апельсина, нероли, кориандра, мускатного ореха и ванили.

## Варианты рецептов в США
В 1980-е годы многие производители кока-колы в США отказались от использования тростникового сахара (сахарозы) в качестве основного подсластителя, выбрав более дешёвый высокофруктозный кукурузный сироп. По состоянию на 2009 год из производителей, использовавших сахарозу, остался только завод Coca-Cola в Кливленде, выпускавший продукцию для северного Огайо и частично для Пенсильвании. Многие производители за пределами США продолжают использовать сахарозу в качестве основного подсластителя. Стеклянные бутылки Coca-Cola объёмом 355 мл (12 унций), в которых содержится напиток с сахарозой, импортируются из Мексики и продаются во многих магазинах США для нужд покупателей, предпочитающих вариант напитка с сахарозой.

### Кошерная кока-кола
В 1935 году раввин Тобайас Джеффен признал напиток кошерным после того, как входящий в состав глицерин, ранее извлекавшийся из говяжьего жира, заменили на глицерин, извлекаемый из растений. В то же время высокофруктозный кукурузный сироп, который используется с 1980-х годов, согласно кашруту считается относящимся к китнийот (то есть содержит бобовые), а потому употребление его в Песах запрещено. В недели, предшествующие Песаху, в городах, где проживает достаточно большое количество евреев, специально выпускается кока-кола с сахарозой, которая не нарушает положения кашрута и может употребляться в Песах.

### New Coke
В апреле 1985 года в связи с результатами маркетингового исследования, констатировавшими, что большинство североамериканцев предпочитало Pepsi вместо Coca-Cola, компанией в США и Канаде был выпущен менее шипучий напиток с бо́льшим содержанием сахара. Хотя во множестве слепых тестирований этот напиток оказался лучше, чем традиционная кока-кола или пепси-кола, оценки потребителей оказались преимущественно плохими. Компания переименовала традиционный напиток в «Coca-Cola Classic», а новую версию продолжила выпускать под названием Coke. Новая версия Coke в течение 17 лет продавалась на североамериканском рынке (причём в последние 10 лет под брендом Coke II), производство и сбыт прекратились окончательно в 2002 году. Обозначение Classic осталось в названии марки оригинального продукта, однако из-за падения популярности в 2009 году это слово убрали из наименования окончательно.

### Mexican Coke
В начале 2000-х годов кока-кола с подсластителем на основе тростникового сахара, производившаяся в Мексике, появилась в бодегах и супермаркетах Юго-Западных штатов США, а в 2005 году подобные продукты появились и в магазинах Costco. Все они распространяли напиток мексиканского производства, который при этом не был сертифицирован в соответствии с законодательством США в сфере продовольствия и напитков, в обход официальной сети дистрибуции Coca-Cola. Только в 2009 году The Coca-Cola Company начала импортировать товары мексиканского производства с соответствующей маркировкой для распространения по официальным каналам.

## Предполагаемые рецепты

### Рецепт Джона Пембертона
15 февраля 2011 года в эфире американского радиошоу This American Life, выходившем на Public Radio International прозвучало заявление о том, что в дневнике изобретателя Джона Пембертона была обнаружена запись, сделанная незадолго до его смерти в 1888 году и представлявшая собой подлинный рецепт кока-колы. Рецепт состоял из описания приготовления как самого сиропа кока-колы, так и секретного ингредиента 7X Flavor (он же Merchandise 7X), а сам он был опубликован в книге Марка Пендерграста 1992 года «За Го́спода, Страну и Кока-Колу» (англ. For God, Country and Coca-Cola).
Ингредиенты для сиропа:
- Цитрат кофеина — 1 унция (28 г)
- Лимонная кислота — 3 унции (85 г)
- Экстракт ванили — 1 американская жидкая унция (30 мл)
- Лаймовый сок — 2 американских жидких пинты[34] или 1 американская жидкая кварта (946 мл)
- Секретный ингредиент (аналог Merchandise 7X) — 2,5 унции[a]
- Сахар — 30 фунтов (14 кг)
- Жидкий экстракт листьев коки — 4 американских жидких унции (118,3 мл)
- Вода — 2,5 галлона (9,464 л).
- Сахарный колер — достаточное количество для окрашивания

В рецепте Пембертона указывалось, что на 5 галлонов сиропа должны приходиться 2,5 унции секретного ингредиента. Рецепт секретного ингредиента 7X Flavor (при условии 1 капля масла = 0,025 г) состоял из следующих компонентов:
- Алкоголь — 1 кварта (236,6 мл)
- Апельсиновое масло — 80 капель
- Масло корицы — 40 капель
- Лимонное масло — 120 капель
- Масло кориандра — 20 капель
- Масло мускатного ореха — 40 капель
- Неролиевое масло — 40 капель

### Рецепт Эверетта Била
В том же эфире программы This American Life от 15 февраля 2011 года журналист Айра Гласс заявил о том, что были успешно расшифрованы фотографии рукописи рецепта, опубликованные 28 февраля 1979 года в издании The Atlanta Journal-Constitution. Рецепт присутствовал в «Кулинарной книге Эверетта Била» (англ. Everett Beal's Recipe Book) и мог представлять собой одну из версий оригинального рецепта Джона Пембертона.
Ингредиенты для сиропа:
- Жидкий экстракт листьев коки — 3 драхмы
- Лимонная кислота — 3 унции
- Кофеин — 1 унция
- Сахар — 30 фунтов[b]
- Вода — 2,5 галлона
- Лаймовый сок — 2 пинты (1 кварта)
- Ваниль — 1 унция
- Сахарный колер — 1,5 унции или больше для окрашивания

В рецепте Била указывалось, что на 5 галлонов сиропа должны приходиться 2 унции секретного ингредиента. Рецепт секретного ингредиента 7X Flavor (при условии 1 капля масла = 0,025 г) состоял из следующих компонентов:
- Алкоголь — 8 унций
- Апельсиновое масло — 20 капель
- Масло корицы — 10 капель
- Лимонное масло — 30 капель
- Масло кориандра — 5 капель
- Масло мускатного ореха — 10 капель
- Неролиевое масло — 10 капель

Компания The Coca-Cola Company официально не подтверждала и не опровергала аутентичность рецептов из дневника Джона Пембертона или книги Эверетта Била. Позже архивариус компании Coca-Cola Фил Муни признал, что указанные рецепты можно считать «предшественниками» рецепта оригинального продукта 1886 года, но заявил, что оригинальный рецепт не может совпадать с текущим рецептом.

## Комментарии
1. ↑  В оригинале рецепта обозначен как «flavoring»[32]
2. ↑  Лента.ру пишет «30 единиц — точная мера веса не указана»[34].